# Brock Gillespie
Brock Andrew Gillespie (Des Moines, 26 aprile 1982) è un ex cestista statunitense.

## Palmarès
- Coppa di Lega Svizzera: 1

Fribourg: 2009